# 早野村
早野村（ときのむら）は、かつて岐阜県本巣郡に存在した村である。
現在の本巣市早野（はやの）に該当する。

## 歴史
- 江戸時代初期、この地域は加納藩領であり土岐野村（ときのむら）[3]と称した[4]。時期は不明だが早野村（ときのむら）に改称、東早野村と西早野村に分立。江戸時代末期は天領であった。
- 1874年（明治7年）9月 - 東早野村、西早野村が合併し、早野村となる。
- 1889年（明治22年）7月1日 - 町村制により早野村が発足。
- 1897年（明治30年）4月1日 - 屋井村、七五三村と合併し、土貴野村が発足。同日早野村は廃止。